# Stegodon
Stegodon és un gènere extint de proboscidis que visqueren al Vell Món entre el Pliocè i el Plistocè. Una població residual amb nanisme insular sobrevisqué a l'illa indonèsia de Flores fins fa 12.000 anys. Aquests animals foren contemporanis de l'Home de Flores i se n'han trobat vestigis d'ossos calcinats al costat de campaments d'aquests homínids, cosa que suggereix que eren caçats per ells.

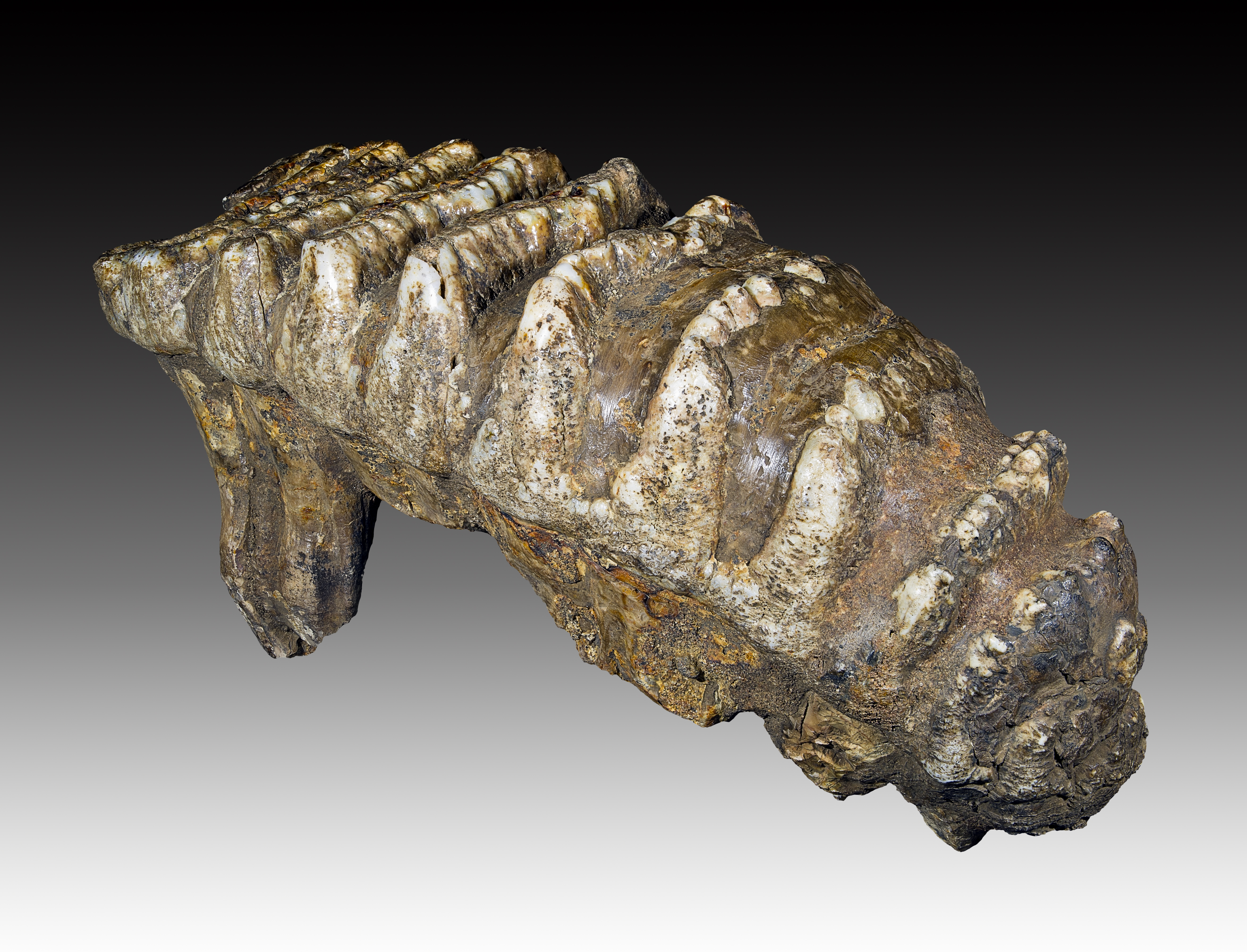
Stegodon trigonocephalus - Molar